# Parc national des Kundelungu
Pour les articles homonymes, voir Kundelungu.
Le parc national des Kundelungu, aussi appelé parc national de Kundelungu, est un parc national du Katanga en république démocratique du Congo (RDC). Constitué dès l'époque coloniale, il reçut un statut de parc national par les ordonnances loi (no) 70-317 du 30 novembre 1970 et (no) 75-097 du 1er mars 1975.
D'une superficie de 7 600 km², le parc présente une succession de hauts-plateaux et collines de savane échelonnées entre 1 200 et 1 700 mètres d'altitude. Il doit sa renommée aux chutes de la Lofoï, un des affluents de la Lufira. Ces chutes sont en effet les plus hautes d'Afrique et les deuxièmes au monde, avec 384 m de hauteur et un jet continu d’eau de 347 m.

## Espèces animales
- zèbre (Equus burchelli)
- antilope rouanne (Hippotragus equinus)
- antilope noire ou sable (Hippotragus niger)
- grand koudou (Strepsiceros strepsiceros)
- élan du cap (Taurotragus oryx)
- grand cobe des roseaux ou reedbuck (Redunca redunca)
- waterbuck (Kobus ellipsiprymnus)
- bubale (Alcelaphus lichtensteini)
- buffle (Syncerus caffer)
- oréotrague (Oreotragus oreotragus)
- bushbuck (Tragelaphus scriptus)
- céphalophe
- lion (Panthera leo)
- léopard (Panthera pardus)
- lycaon (Lycaon pictus)
- hyène (Crocuta crocuta)
- chacal (Thos adusus)
- guépard (Acinonyx jubatus)
- singe bleu (Cercopithecus mitis kandti)
- babouin (Papio anubis)
- galago

Le personnel du parc inclut un conservateur et 50 gardes, basés à la station de Katwe et 6 postes de patrouille.